# الحسانية هتيا
الحسانية هتيا قرية سورية تتبع ناحية الجانودية في منطقة جسر الشغور في محافظة إدلب. بلغ عدد سكانها 681 نسمة في عام 2004 حسب إحصاء المكتب المركزي للإحصاء.